# ريو كاواموتو
ريو كاواموتو (باليابانية: 川本 梨誉) (مواليد 11 يونيو 2001) هو لاعب كرة قدم ياباني.

## وصلات خارجية
- ريو كاواموتو على موقع رابطة كرة القدم اليابانية للمحترفين (اليابانية)
- ريو كاواموتو على موقع قاعدة بيانات كرة القدم.إي يو (الإنجليزية)
- ريو كاواموتو على موقع Soccerway.com (الإنجليزية)
- ريو كاواموتو على موقع عالم كرة القدم.نت (الإنجليزية)